# Dennis Etchison
Dennis William Etchison, född 30 mars 1943 i Stockton, Kalifornien, död 29 maj 2019, var en amerikansk författare av spännings-, skräck- och fantasylitteratur. Han var verksam mellan 1960- och 2010-talen och publicerade ett halvdussin novellsamlingar, fyra egna romaner samt ett antal baserade på kända filmer inom skräck- och fantasygenrerna. Utöver sitt arbete som författare var han även verksam som redaktör för ett flertal skräckantologier med inom genren välkända författare.

## Biografi
Dennis Etchison föddes i Stockton, Kalifornien under andra världskriget. Som barn var han ofta ensam, vilket skulle komma att inspirera och påverka hans författarskap. I högstadiet och på gymnasiet skrev han för skoltidningarna och vann flera uppsatstävlingar. Under denna tid upptäckte han författaren Ray Bradbury, vars berättelser påverkade hans skrivande en tid innan han utvecklade sin egen stil. Sin första berättelse - "Odd Boy Out" - skrev han 1961 och fick publicerad i en herrtidning. Berättelsen antologiserades senare i samlingen New Writings in S-F 2.

### Arbete inom film och tv
Under 1960-talet studerade Etchison film vid UCLA. Han skulle senare komma att skriva film-, tv- och radiomanus byggda på såväl egna som andras alster, däribland en adaption av Stephen Kings Dimman för radio under 1984. Under 1985 arbetade han som manusförfattare för HBO:s antologiserie The Hitchhiker. Då Etchison tidigare skrivit romanversionerna av John Carpenters Alla helgons blodiga natt 2 och 3 konsulterades han inför manusarbetet till Halloween 4: Återkomsten (1988), men samarbetet rann ut i sanden.

### Skönlitterär bana
Dennis Etchison var huvudsakligen verksam som novellist. Han publicerade sin första novellsamling The Dark Country 1982. Den emottogs väl och har genom åren tryckts i flera utgåvor. Titelnovellen vann såväl World Fantasy Award (delad med Stephen King) som British Fantasy Award 1982. Fram till år 2000 följde ytterligare tre samlingar som nominerades till prestigefyllda priser såsom Locus Award och International Horror Guild Award.
Som romanförfattare skrev Etchison under pseudonym romanadaptioner av för tiden aktuella skräck- och fantasyfilmer, däribland John Carpenters Dimman och David Cronenbergs Videodrome. Under eget namn publicerade han fyra romaner från mitten av 1980- till 90-talen.

### Antologiredaktör
Under 1980- 90- och 2000-talen var Etchison verksam som redaktör för ett antal prisbelönta novellantologier inom skräckgenren, däribland serien Masters of Darkness, Cutting Edge och Gathering the Bones. Dessa samlingar innehöll berättelser av författare som Ray Bradbury, Richard Matheson, Robert Bloch, Ramsey Campbell, Peter Straub, Clive Barker, George R. R. Martin och Joyce Carol Oates.

### Övrigt
Etchison var mellan 1992 och 1994 ordförande för Horror Writers Association. Han vann 2016 en Bram Stoker Lifetime Achievement Award för sin samlade författarkarriär. Fram till sin död var han gift med Kristina Etchison (född Anderson). Dennis Etchison avled den 29 mars 2019, 76 år gammal.

### Romaner
- Darkside (1986)
- Shadowman (1993)
- California Gothic (1995)
- Double Edge (1997)

### Novellsamlingar
- The Dark Country (1982)
- Red Dreams (1984)
- The Blood Kiss (1988)
- The Death Artist (2000)
- Talking in the Dark: Selected Stories (2001)
- Fine Cuts (2006)
- Got to Kill Them All & Other Stories (2009)
- A Long Time Til Morning (2014)
- It Only Comes Out at Night and Other Stories (2015)

### Romaner byggda på filmförlagor
- The Fog (1980)
- Halloween II (1981)
- Halloween III: Season of the Witch (1982)
- Videodrome (1983)

### Som redaktör
- Cutting Edge (1986)
- MetaHorror (1992)
- The Museum of Horrors (2001)
- Gathering the Bones (med Ramsey Campbell och Jack Dann) (2003)

Masters of Darkness
- Masters of Darkness (1986)
- Masters of Darkness II (1988)
- Masters of Darkness III (1991)
- The Complete Masters of Darkness (1991)

## Litterära utmärkelser (i urval)[5]
- World Fantasy Award: 1982, 1993, 2002
- British Fantasy Award: 1982, 1987, 1994
- Bram Stoker Award: 2016